# Nucleotops endroedyi
Nucleotops endroedyi är en skalbaggsart som beskrevs av Perkins 2004. Nucleotops endroedyi ingår i släktet Nucleotops och familjen vattenbrynsbaggar. Inga underarter finns listade i Catalogue of Life.